# Douala-Edéa-Nationalpark
Der Douala-Edéa-Nationalpark ist ein Nationalpark an der Atlantikküste Kameruns. Er ist 2715 km² groß und liegt südlich von Douala auf 0 bis 50 m Höhe über dem Meeresspiegel.

## Klima
Es herrscht ein Tageszeitenklima. Die Trockenzeit reicht von November bis März. Der nasseste Monat im Gebiet um Douala ist Juli mit einer durchschnittlichen Regenmenge von 725 mm; im Dezember und Januar ist der Monatsniederschlag mit 50 und 70 mm am geringsten. In Mouanko fällt im September mit etwa 650 mm am meisten Regen. Der Jahresniederschlag beträgt 3000 bis 4000 mm. Die durchschnittliche Temperatur um Douala ist 26 °C; im Januar sind es 31 °C, im Juli 21 °C. In Mouanko schwanken die Durchschnittstemperaturen zwischen 24 und 29 °C.

## Vegetation und Gewässer
Die Vegetation besteht überwiegend aus primärem Regenwald, welcher durch den hohen Jahresniederschlag begünstigt wird. Das Gebiet des Reservats ist zu 80 % von tropischem Tieflandwald und zu 15 % von atlantischem Mangrovenwald bedeckt. Es gibt auch Mangroven und sieben Seen, darunter der Tissongo-See als größte Wasserfläche und der Osie-See. Die Mangrovenwälder werden vor allem von Roter Mangrove, Rhizophora harrisonii und Rhizophora racemosa sowie isolierten Abschnitten aus Avicennia-Arten (vor allem Schwarze Mangrove) und Weißer Mangrove zusammen mit Nipapalmen gebildet. Die Mündungen der Flüsse Sanaga, Nyong, Dimbamba und Wouri treffen sich im Gebiet des Nationalparks. Der Sanaga-Fluss bildet die nördliche Grenze des Reservats.

## Fauna
Im Douala-Edéa-Nationalpark kommen zahlreiche Affenarten vor, unter ihnen Nigerianisch-Kamerunscher Schimpanse, Flachlandgorilla und Colobus satanas anthracinus. Die Halsbandmangabe galt 1972 noch als häufig. Der Elefantenbestand wurde 1985 noch als stabil angesehen; 2018 gab es immer noch eine kleine Population von Waldelefanten. Die Antilopen sind durch Buschbock, Sitatunga, Schwarzrückenducker, Weißbauchducker, Blauducker, Petersducker, Gelbrückenducker und Batesböckchen vertreten. Möglicherweise lebt auch der Kongootter im Nationalpark. Außerdem gibt es hier Krokodile, Grüne Meeresschildkröten, Kamerunflussdelfine sowie kleine Populationen des Afrikanischen Manatis, der Lederschildkröte und der Oliv-Bastardschildkröte. Auch die Echte Karettschildkröte nistet hier. Über 70 Arten an Wasservögeln sind belegt, darunter der Zwergflamingo, dazu kommen viele Zugvögel wie Schwarzflügel-Brachschwalbe und Klaffschnäbel. Der Sanaga-Fluss beherbergt 135 Fischarten, darunter 21 Endemiten.

## Geschichte des Schutzgebietes
1932 wurde das Douala-Edea Faunal Reserve (französisch Réserve de faune de Douala-Edéa) auf Anweisung des Haut-commissaire de la République française als Wildreservat mit einer Größe von 1600 km² eingerichtet, von 9°31' bis 10°05'O sowie von 3°14' bis 3°53'N liegend. Seit den 1930er Jahren gibt es Dörfer innerhalb der Reservatsgrenzen, die vornehmlich Fischerei betreiben, wobei Mangrovenholz zum Räuchern der Fische verwendet wird. Inzwischen leben mehr als 8000 Personen in den über 60 Dörfern, darunter viele zugewanderte Fischer. 2018 erhielt das Reservat den Status eines Nationalparks und wurde auf 2715,12 km² erweitert. Die neu hinzugekommenen Flächen enthalten Mangrovenwälder, Flüsse, Sumpf und Meeresgebiete.